# Люэ (остров)
Люэ (дат. Lyø) — остров, принадлежащий Дании.

## География
Остров Люэ лежит в акватории Балтийского моря, южнее острова Фюн и в 7 километрах от города Фоборг. Административно остров образует церковный приход Люэ-согн (Lyø Sogn), входящий в коммуну Фоборг-Мидтфюн в составе региона Южная Дания. Люэ входит в Союз малых датских островов. Остров связан с городом Фоборг паромным сообщением.
Площадь острова равна 6,05 км². Наивысшая точка его среди холмов достигает высоты в 24 метра. Основной ландшафт острова представляют травянистые луга. Единственный населённый пункт — поселение Люэ-Бю, состоящее из 5 местечек. Люэ-Бю считается одной из красивейших деревень в Дании, представляющих старинную сельскую народную архитектуру и культуру. Близ сельской церкви находится единственное сохранившееся в Дании круглое кладбище. Расположенная в 2 километрах от посёлка гавань представляет интерес для яхтсменов и любителей парусного спорта. На севере острова находятся удобные для туристов пляжи.

## История
Люэ был заселён человеком ещё во времена мезолита. На востоке острова сохранились два мегалита, относящиеся к эпохе культуры воронковидных кубков. На западе также можно увидеть подобные каменные сооружения — в частности, Клоккестенен (Klokkestenen — «Камень-колокол»), дольмен, датированный примерно 3500—3100 г. до н. э.; он назван так потому, что при ударе по верхнему камню может издавать звук, похожий на звон колокола. Клоккестенен — наиболее известный и хорошо сохранившийся из пяти оставшихся нетронутыми дольменов на острове; всего же на Люэ известно 52 дольмена, кургана и т. п.
В 1223 году на Люэ графом Шверина был пленён датский король Вальдемар II со своим сыном и затем заключён в замок Даннеберг.